# 梁才街道
梁才街道，是中华人民共和国山東省滨州市滨城区下辖的一个乡镇级行政单位。

## 行政区划
梁才街道下辖以下地区：
梁才家社区、北程社区、闫家社区、崔货郎社区、方家社区、宋黑社区、南赵社区、苗家社区、王益贤社区、东赵社区、西赵社区、东小李社区、西吴社区、宋家庙社区、邢桥社区、高清庄社区、东魏社区、大李社区、北石家社区、滩郭社区、杨沟朱社区、赵家寺社区、孙家楼社区、宋家滩社区、西韩墩社区、东小高社区、东大高社区、八里庄社区、东五里社区、湖平宋社区、王花家社区、崔魏家社区、周马社区、官庄社区、徐庙社区、大辛庄社区、小辛庄社区、高井社区、菜园社区、程家口村、东刘村、西刘村、南崔村、枣户张村、李家村、石家口村、刁家村、东刘口村、东牛王村、张王庄村、东玉皇堂村、西玉皇堂村、大郑家村、后刘家村、王大夫村、龙王崖村、东韩墩村、马店村、谷家村、犁园张村、东小马村、刘鳌头村、索家村、田家村、北崔村、瓦屋李村、小牛村、西大王村、东大王村、东大赵村、贾庄村、小郑家村、新赵家村和毛里庄村。